# Garo (condimento)

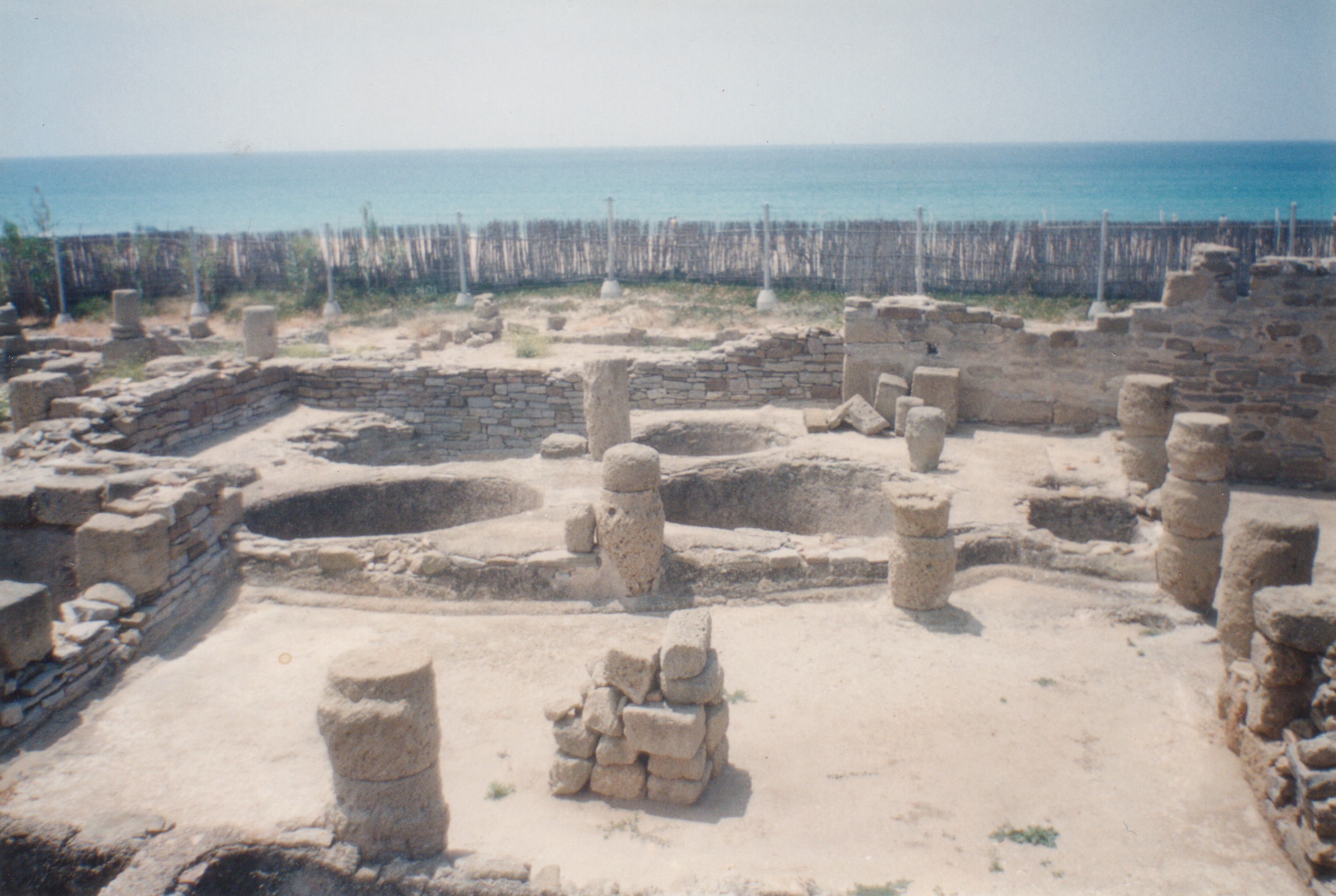
Local de fabricação de garo em Belo Cláudia, perto da moderna Tarifa, Espanha

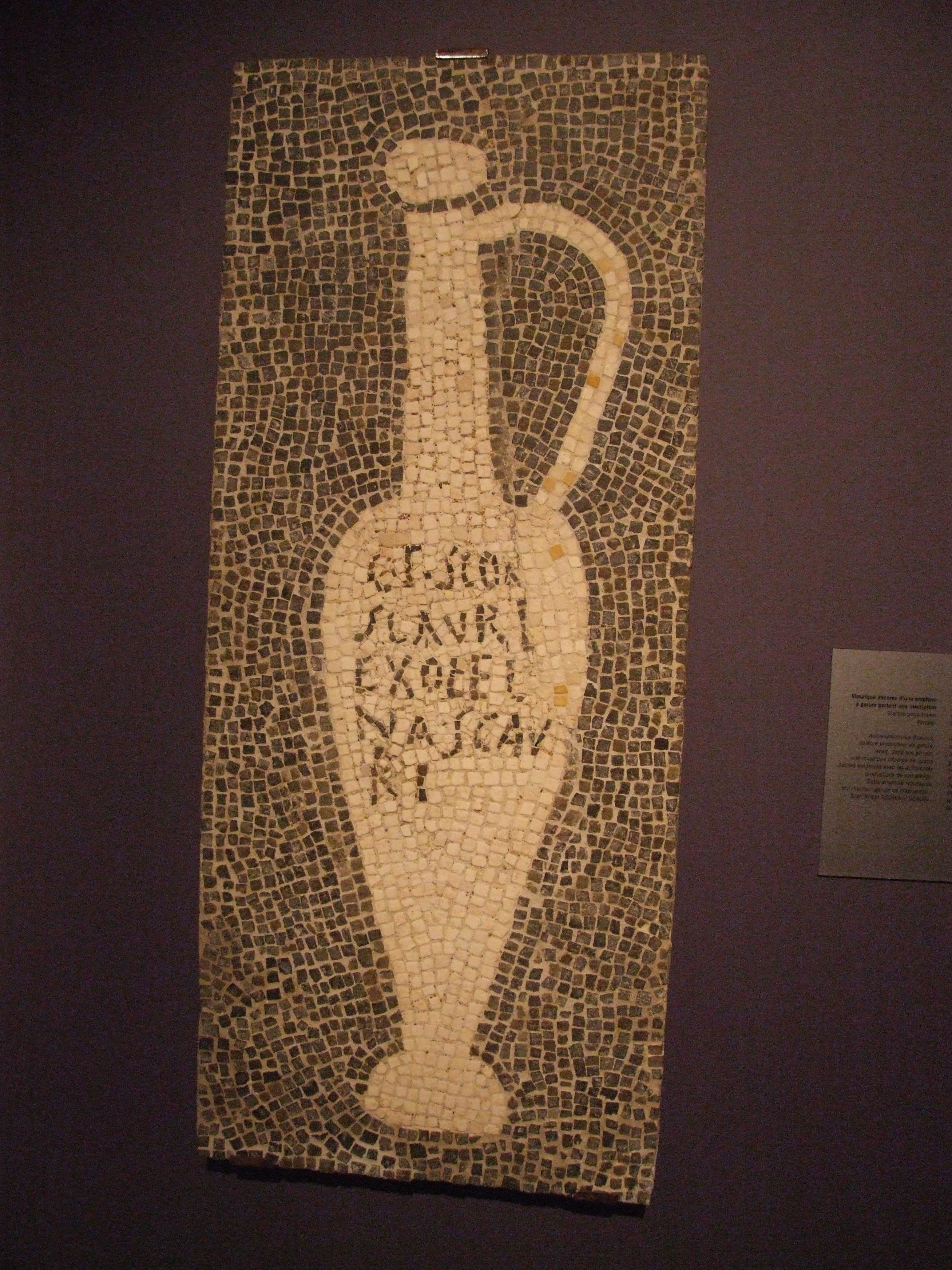
Ânfora com garo, na Vila Aulo Umbrício Escauro, Pompeia; G(ari) F(los) SCAM(bri) SCAURI

Garo (em latim: garum) ou liquamen era um género de condimento muito utilizado na Antiguidade, especialmente na Roma Antiga. É feito de sangue, vísceras e de outras partes seleccionadas do atum ou da cavala misturadas com peixes pequenos, crustáceos e moluscos esmagados; tudo isto era deixado em salmoura durante cerca de dois meses ou então aquecido artificialmente. Este produto era exportado para várias partes do Mediterrâneo. Há notícias de exportação de garo para Atenas, no século V a.C. A existência de numerosos vestígios de fábricas detectados no litoral mediterrânico da Península Ibérica, provam um nítido crescimento desta indústria conserveira. Em Roma, o garo chegou a ser um produto de luxo, chegando a atingir o preço de 1 000 denários por apenas 6,5 L de garo.
A elaboração de garo costumava ser feita longe das áreas urbanas, uma vez que gerava odores muito fortes.

## Em Portugal
Em Portugal, a maior concentração de vestígios de unidades de fabrico de garo localiza-se no litoral algarvio. Na região atlântica há a referir os restos descobertos na baixa pombalina de Lisboa, nas fundações da Casa do Governador da Torre de Belém, no Alto de Martim Vaz (Póvoa de Varzim), na praia de Angeiras (Matosinhos) e no estuário do rio Sado, em Creiro, Rasca, Comenda, Ponta da Areia, Moinho Novo, Troia, um dos mais importantes centros conserveiros da Hispânia. Mais recentemente (2007), foram descobertos vestígios de cetárias romanas sob a marginal nascente da vila de Sesimbra. As ruínas destas fábricas até agora achadas em território português são constituídas pelos tanques ou cetárias destinados à salga de peixe e à preparação de conservas, normalmente de alvenaria. As conservas de peixe destinadas à exportação eram embaladas em recipientes de cerâmica, as ânforas.